# Obični pakujac
Obični pakujac (pakujac lepezasti, lat. Aquilegia vulgaris), vrsta trajnice iz porodice žabnjakovki. Jedna od nekoliko vrsta pakujaca koja raste i po Hrvatskoj, a raširena je po gotovo cijeloj Europi, osim Skandinavije, a uvezena je i po drugim dijelovima svijeta.Kod nas raste   ponajviše u Gorskom kotaru te na Velebitu.
Obični pakujac naraste do jedan metar u visinu. Cvjetovi mu mogu biti crveni, ružičasti, bijeli i grimizniBiljka je nekada korištena u narodnoj medicini,no zbog otrovnosti iste danas se više ne koristi.Od cvjetova se može prirediti čaj, a smatra ih se i jestvima.
Postoji i veći broj uzgojnih odlika ,kao vrtna biljka uzgaja se još od 14. stoljeća.

## Podvrste
- Aquilegia vulgaris subsp. ballii (Litard. & Maire) Dobignard & D. Jordan
- Aquilegia vulgaris subsp. cossoniana (Maire & Sennen) Dobignard
- Aquilegia vulgaris subsp. dichroa (Freyn) L E. Diaz
- Aquilegia vulgaris subsp. hispanica (Willk.) Heywood
- Aquilegia vulgaris subsp. nevadensis (Boiss. & Reuter) L E. Diaz
- Aquilegia vulgaris subsp. paui (Font Quer) O. Bolòs & Vigo
- Aquilegia vulgaris subsp. subalpina (Boreau) B.Bock
- Aquilegia vulgaris subsp. vulgaris